# イダ・プレスティ

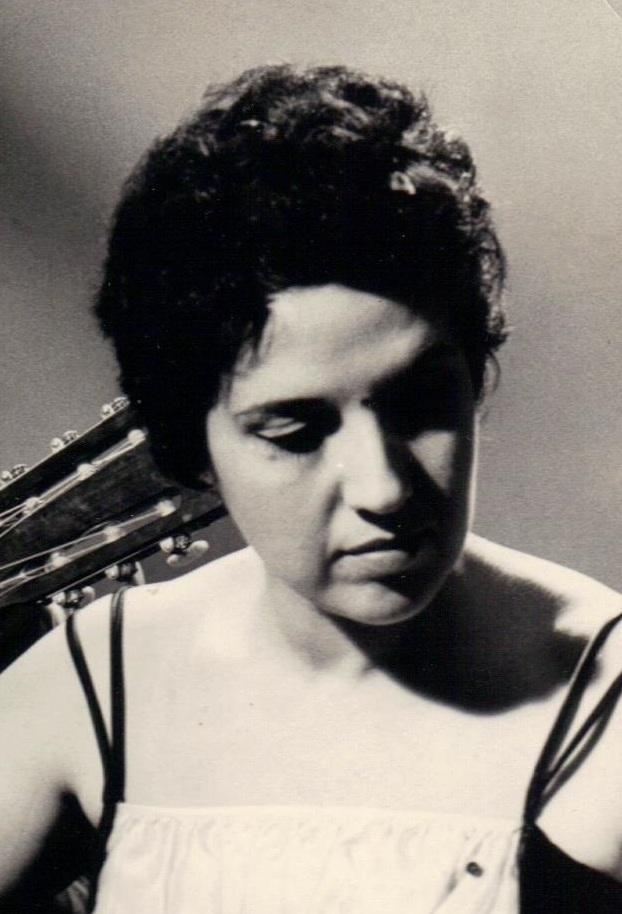
イダ・プレスティ

イダ・プレスティ（Ida Presti, 1924年5月31日 - 1967年4月24日）は、フランスの女性ギタリスト・作曲家。20世紀屈指のギタリストに数えられる。

## 生涯
シュレンヌ出身。ギターの神童として少女時代を過ごす。1950年にアレクサンドル・ラゴヤと出逢ってギター・デュオ「プレスティ&ラゴヤ」を結成する。世界各地を巡って2000回もの演奏会を開き、歴史上で最も成功したギター・デュオとなった。米国での演奏旅行のさなか、肺癌の合併症が元で出血し、ロチェスターで客死した。42歳であった。
プレスティ&ラゴヤは、1967年に自然消滅するまでの17年間に、次々と成功を収め、多くの作曲家から夥しい数の作品を献呈された。例えば、アンドレ・ジョリヴェは《2台ギターのためのセレナード》を、ジャン・イヴ・ダニエル＝ルジュールは《2台ギターのための悲歌》を、マリオ・カステルヌオーヴォ＝テデスコは《24の前奏曲とフーガ》や《2台ギターと管弦楽のための協奏曲》を2人に捧げている。プレスティ&ラゴヤはまた、スペイン音楽やバロック音楽をギター・デュオ用に編曲してレパートリーを充実させた。
プレスティは作曲家としても活動し、《ギターのための6つの練習曲》や《リズミカルな踊り》、《セゴビア》、2台ギターのための《ハンガリー舞曲（バルトーク・ベーラを称えて）》などを遺す。
録音では、二重奏曲の他に数々の独奏曲も残しており、演奏風景や録音風景を収録した映像も残されている。これらは、難曲を易々と弾きこなすプレスティの比類ない超絶技巧の、またとない証明となっている。